# Handle This
Handle This è il quarto e ultimo singolo estratto dall'album All Killer No Filler dei Sum 41. Questo singolo venne pubblicato solo in Germania e include la canzone omonima e le versioni live di Motivation e Makes No Difference.

## Video
Il video musicale della canzone mostra la band che appare in alcuni live e i componenti nella loro vita quotidiana.

## Tracce
1. Handle This – 3:39
2. Motivation (live) – 3:07
3. Makes No Difference (live) – 4:57

## Formazione
- Deryck Whibley - voce, chitarra ritmica
- Dave Baksh - chitarra solista, voce secondaria
- Jason McCaslin - basso, voce secondaria
- Steve Jocz - batteria